# Marnay-sur-Seine
Pour les articles homonymes, voir Marnay.
Marnay-sur-Seine est une commune française, située dans le département de l'Aube en région Grand Est.

## Géographie

### Localisation
Village champenois, Marnay est située dans la vallée alluviale de la Seine sur la rive gauche du fleuve.

### Communes limitrophes
| La Saulsotte     | Barbuise         |                |
| Nogent-sur-Seine | Marnay-sur-Seine | Pont-sur-Seine |
|                  | Saint-Aubin      |                |

### Géologie et relief
L'horizon vers le sud est la lente montée vers le plateau crétacé de la Champagne pouilleuse. Vers le nord, c'est la retombée de la côte tertiaire de l'Ile-de-France.

### Hydrographie

#### Réseau hydrographique
La commune est dans la région hydrographique « la Seine de sa source au confluent de l'Oise (exclu) » au sein du bassin Seine-Normandie. Elle est drainée par le canal de Derivation de Bernières a Conflans, la Seine, la Noxe, le Fossé 01 de Sausseron, un bras de la Seine, un bras de Marenne de Liours, le Fossé 01 du Pré du Clos, Marenne de Liours et divers autres petits cours d'eau,.
La Seine, un fleuve long de 775 km, coule dans le Bassin parisien et notamment dans le département de l’Aube en le traversant du sud-est au nord-ouest. Elle irrigue la commune dans sa partie centrale.
Le canal de dérivation de Bernières a Conflans, d'une longueur de 13 km, prend sa source dans la commune de Conflans-sur-Seine et se jette  dans la Seine à Nogent-sur-Seine, après avoir traversé cinq communes.

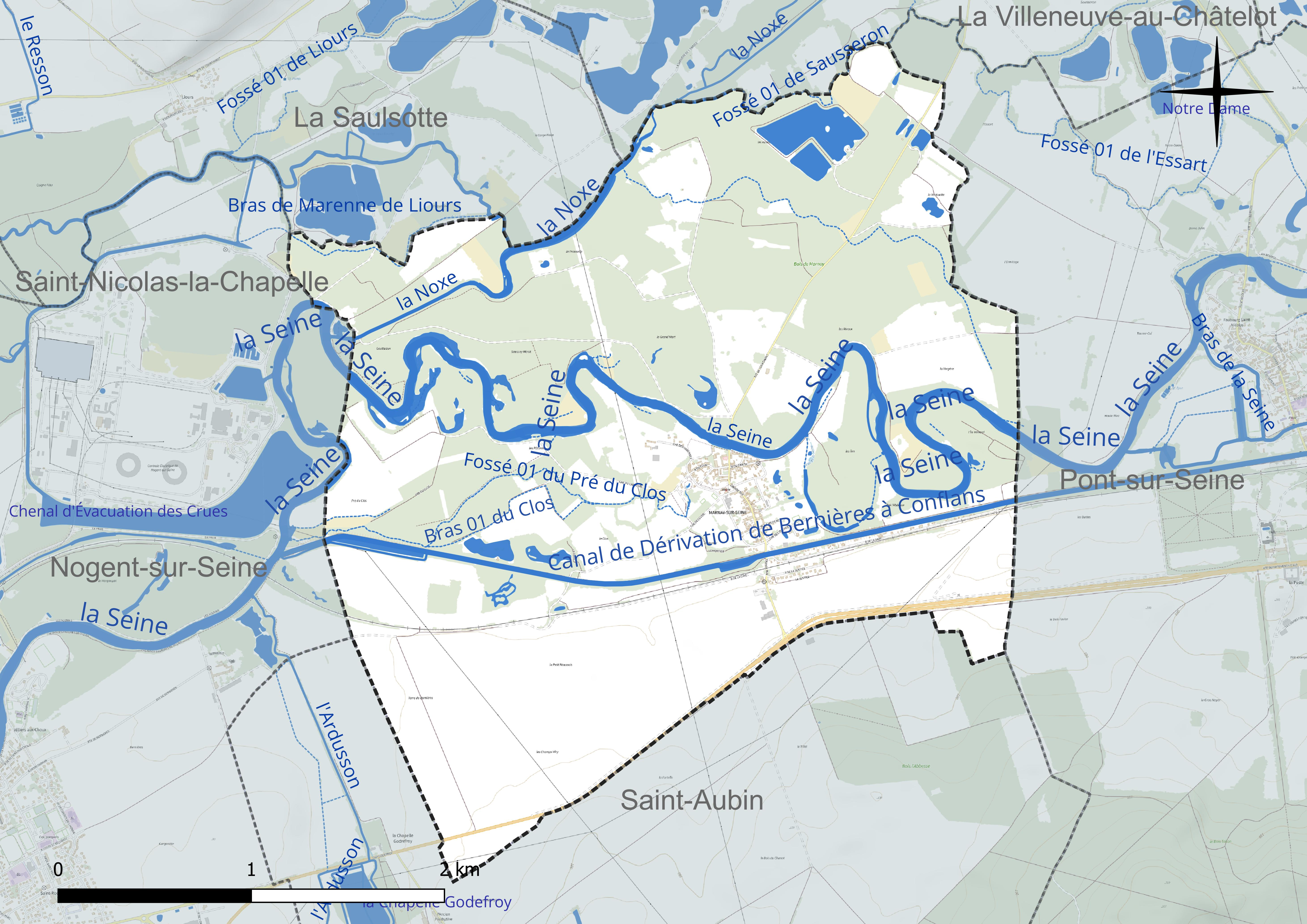
Réseau hydrographique de Marnay-sur-Seine.

La Noxe, d'une longueur de 33 km, prend sa source dans la commune de Le Meix-Saint-Epoing et se jette  dans la Seine à Nogent-sur-Seine, après avoir traversé huit communes.

#### Gestion et qualité des eaux
Le territoire communal est couvert par le schéma d'aménagement et de gestion des eaux (SAGE) « Bassée Voulzie ». Ce document de planification concerne le territoire du bassin versant de l'Armançon qui s’étend sur 1 710 km2 et se répartit sur trois départements (l'Aube, l'Yonne et la Marne). Le périmètre a été arrêté le 2 septembre 2016, le diagnostic a été validé le 29 novembre 2022. La structure porteuse de l'élaboration et de la mise en œuvre est le Syndicat mixte ouvert de l’eau potable, de l’assainissement collectif, de l’assainissement non collectif, des milieux aquatiques et de la démoustication (SDDEA), dont le siège est à Troyes.
La qualité des cours d’eau peut être consultée sur un site dédié géré par les agences de l’eau et l’Agence française pour la biodiversité.

### Climat
Pour des articles plus généraux, voir Climat du Grand Est et Climat de l'Aube.
En 2010, le climat de la commune est de type climat océanique dégradé des plaines du Centre et du Nord, selon une étude du Centre national de la recherche scientifique s'appuyant sur une série de données couvrant la période 1971-2000. En 2020, Météo-France publie une typologie des climats de la France métropolitaine dans laquelle la commune est exposée à un climat océanique altéré et est dans la région climatique Nord-est du bassin Parisien, caractérisée par un ensoleillement médiocre, une pluviométrie moyenne régulièrement répartie au cours de l’année et un hiver froid (3 °C).
Pour la période 1971-2000, la température annuelle moyenne est de 10,7 °C, avec une amplitude thermique annuelle de 15,6 °C. Le cumul annuel moyen de précipitations est de 673 mm, avec 11,3 jours de précipitations en janvier et 7,4 jours en juillet. Pour la période 1991-2020, la température moyenne annuelle observée sur la station météorologique de Météo-France la plus proche, « Bouy-sur-Orvin », sur la commune de Bouy-sur-Orvin à 12 km à vol d'oiseau, est de 11,4 °C et le cumul annuel moyen de précipitations est de 635,9 mm. 
La température maximale relevée sur cette station est de 42,4 °C, atteinte le 25 juillet 2019 ; la température minimale est de −20,5 °C, atteinte le 17 janvier 1985,,.
Les paramètres climatiques de la commune ont été estimés pour le milieu du siècle (2041-2070) selon différents scénarios d'émission de gaz à effet de serre à partir des nouvelles projections climatiques de référence DRIAS-2020. Ils sont consultables sur un site dédié publié par Météo-France en novembre 2022.

## Urbanisme

### Typologie
Au 1er janvier 2024, Marnay-sur-Seine est catégorisée commune rurale à habitat dispersé, selon la nouvelle grille communale de densité à 7 niveaux définie par l'Insee en 2022.
Elle est située hors unité urbaine. Par ailleurs la commune fait partie de l'aire d'attraction de Nogent-sur-Seine, dont elle est une commune de la couronne,. Cette aire, qui regroupe 19 communes, est catégorisée dans les aires de moins de 50 000 habitants,.

### Occupation des sols
L'occupation des sols de la commune, telle qu'elle ressort de la base de données européenne d’occupation biophysique des sols Corine Land Cover (CLC), est marquée par l'importance des forêts et milieux semi-naturels (49 % en 2018), en augmentation par rapport à 1990 (47,8 %). La répartition détaillée en 2018 est la suivante : 
forêts (47,8 %), terres arables (29,3 %), prairies (18,2 %), zones urbanisées (3,5 %), milieux à végétation arbustive et/ou herbacée (1,2 %). L'évolution de l’occupation des sols de la commune et de ses infrastructures peut être observée sur les différentes représentations cartographiques du territoire : la carte de Cassini (XVIIIe siècle), la carte d'état-major (1820-1866) et les cartes ou photos aériennes de l'IGN pour la période actuelle (1950 à aujourd'hui).

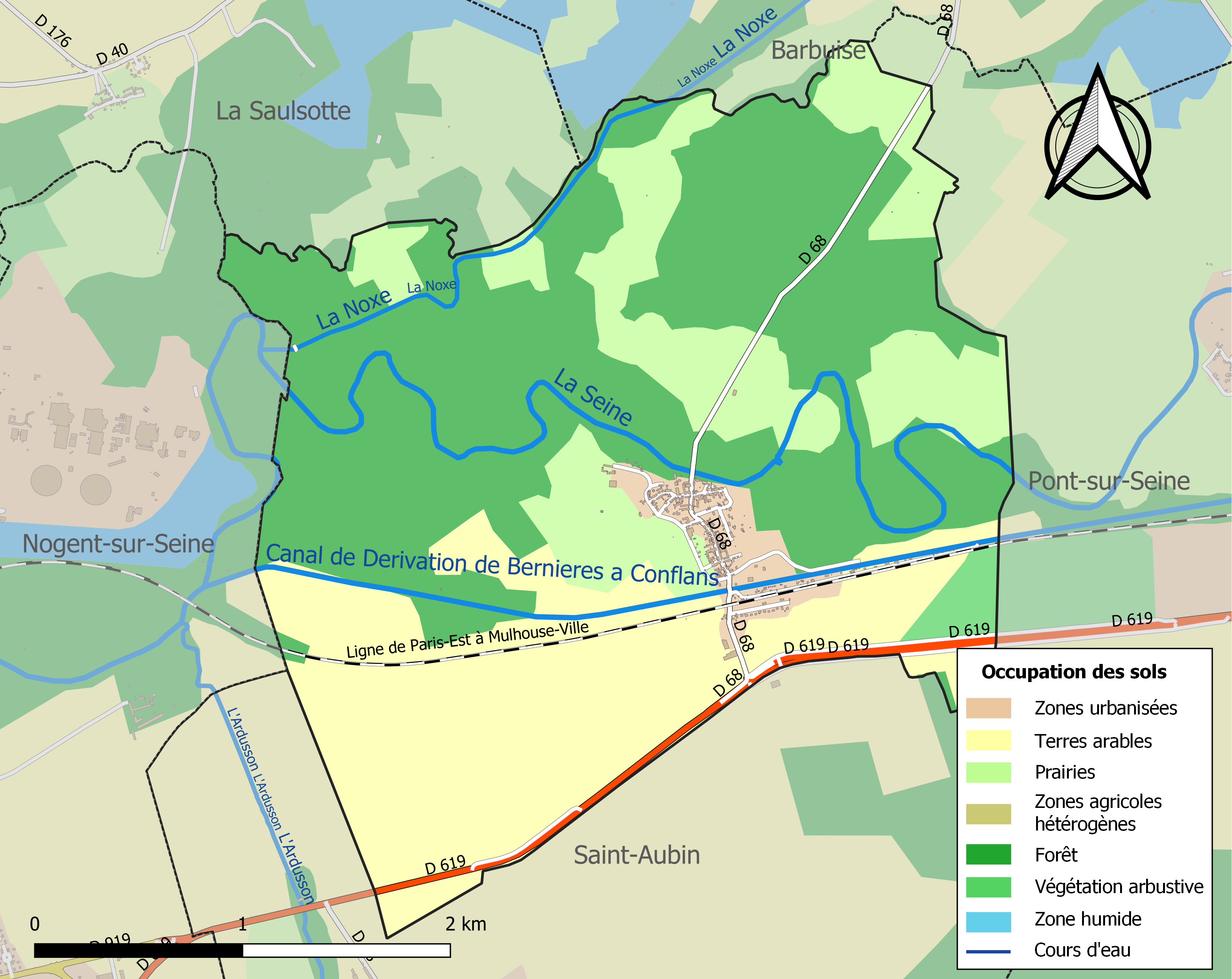
Carte des infrastructures et de l'occupation des sols de la commune en 2018 (CLC).

## Toponymie
Le nom Marnay viendrait de "Madriniacus" gentilice romain ou romanisé. Son existence est attestée par une charte de Charles le Chauve datée de 859.

## Histoire
La belle église Notre-Dame de l'assomption du XIIe siècle fut la chapelle d'un prieuré.
De l'époque Renaissance subsistent un manoir et le Poutiot, pierre volumineuse, ancien soubassement d'un poteau où l'on placardait les édits.
Le proche canal Terray évoque Joseph Marie Terray, ministre de Louis XV ; seigneur de La Motte-Tilly non loin de la commune, il fit creuser ce canal.

## Politique et administration

### Liste des maires
| Période        | Période        | Identité              | Étiquette | Qualité |
| -------------- | -------------- | --------------------- | --------- | ------- |
| 1792           | 1793           | M. Jacques Bornand    |           |         |
| 1832           | 1843           | M. Vincent Delaunay   |           |         |
| 1843           | 1848           | M. Emmanuel Oudiette  |           |         |
| 1843           | 1854           | M. Vincent Delaunay   |           |         |
| 1860           | 1870           | M. Emmanuel Oudiette  |           |         |
| 1870           | 1880           | M. Adrien Chandreau   |           |         |
| 1880           | 1895           | M. Jules Beaugrand    |           |         |
| 1895           | 1896           | M. Victor Paladé      |           |         |
| 1906           | 1912           | M. Achille Villain    |           |         |
| 1912           | 1922           | M. Jules Godier       |           |         |
| 1922           | 1927           | M. Achille Villain    |           |         |
| 1927           | 1940           | M. Edmond Godier      |           |         |
| 1940           | 1943           | M. Marie Lenoir       |           |         |
| 1943           | 1945           | M. Isidore Mayet      |           |         |
| 1945           | 1947           | M. Edmond Godier      |           |         |
| 1947           | 1971           | M. Louis Simon        |           |         |
| 1971           | 1972           | M. Pierre Guilleret   |           |         |
| 1972           | 1975           | M. Georges Wecrzerka  |           |         |
| 1975           | 1989           | M. Hubert Maillet     |           |         |
| mars 1989      | juin 1995      | M. Gustave Simon      |           |         |
| juin 1995      | mars 2001      | M. Franck Ténot       |           |         |
| mars 2001      | septembre 2006 | M. Fernand Maillet    |           |         |
| septembre 2006 | mars 2008      | M. Christian Guillard |           |         |
| mars 2008      | mars 2014      | M. Guy Simonnot       |           |         |
| mars 2014      | juillet 2020   | Mme Nicole Domec      | ECO       |         |
| juillet 2020   | En cours       | Mme Yolande François  |           |         |

Une élection municipale anticipée a eu lieu en septembre 2006, à la suite de la démission du maire précédent, Fernand Maillet.

## Population et société

### Démographie
L'évolution du nombre d'habitants est connue à travers les recensements de la population effectués dans la commune depuis 1793. Pour les communes de moins de 10 000 habitants, une enquête de recensement portant sur toute la population est réalisée tous les cinq ans, les populations de référence des années intermédiaires étant quant à elles estimées par interpolation ou extrapolation. Pour la commune, le premier recensement exhaustif entrant dans le cadre du nouveau dispositif a été réalisé en 2008.

En 2022, la commune comptait 235 habitants, en évolution de +4,91 % par rapport à 2016 (Aube : +0,7 %, France hors Mayotte : +2,11 %).
| 1793 | 1800 | 1806 | 1821 | 1831 | 1836 | 1841 | 1846 | 1851 |
| ---- | ---- | ---- | ---- | ---- | ---- | ---- | ---- | ---- |
| 411  | 393  | 424  | 405  | 423  | 396  | 363  | 401  | 420  |

| 1856 | 1861 | 1866 | 1872 | 1876 | 1881 | 1886 | 1891 | 1896 |
| ---- | ---- | ---- | ---- | ---- | ---- | ---- | ---- | ---- |
| 445  | 438  | 445  | 422  | 400  | 366  | 380  | 392  | 390  |

| 1901 | 1906 | 1911 | 1921 | 1926 | 1931 | 1936 | 1946 | 1954 |
| ---- | ---- | ---- | ---- | ---- | ---- | ---- | ---- | ---- |
| 387  | 370  | 341  | 339  | 311  | 294  | 272  | 297  | 290  |

| 1962 | 1968 | 1975 | 1982 | 1990 | 1999 | 2006 | 2008 | 2013 |
| ---- | ---- | ---- | ---- | ---- | ---- | ---- | ---- | ---- |
| 247  | 222  | 192  | 203  | 220  | 240  | 245  | 246  | 223  |

| 2018 | 2022 | - | - | - | - | - | - | - |
| ---- | ---- | - | - | - | - | - | - | - |
| 235  | 235  | - | - | - | - | - | - | - |

## Culture locale et patrimoine

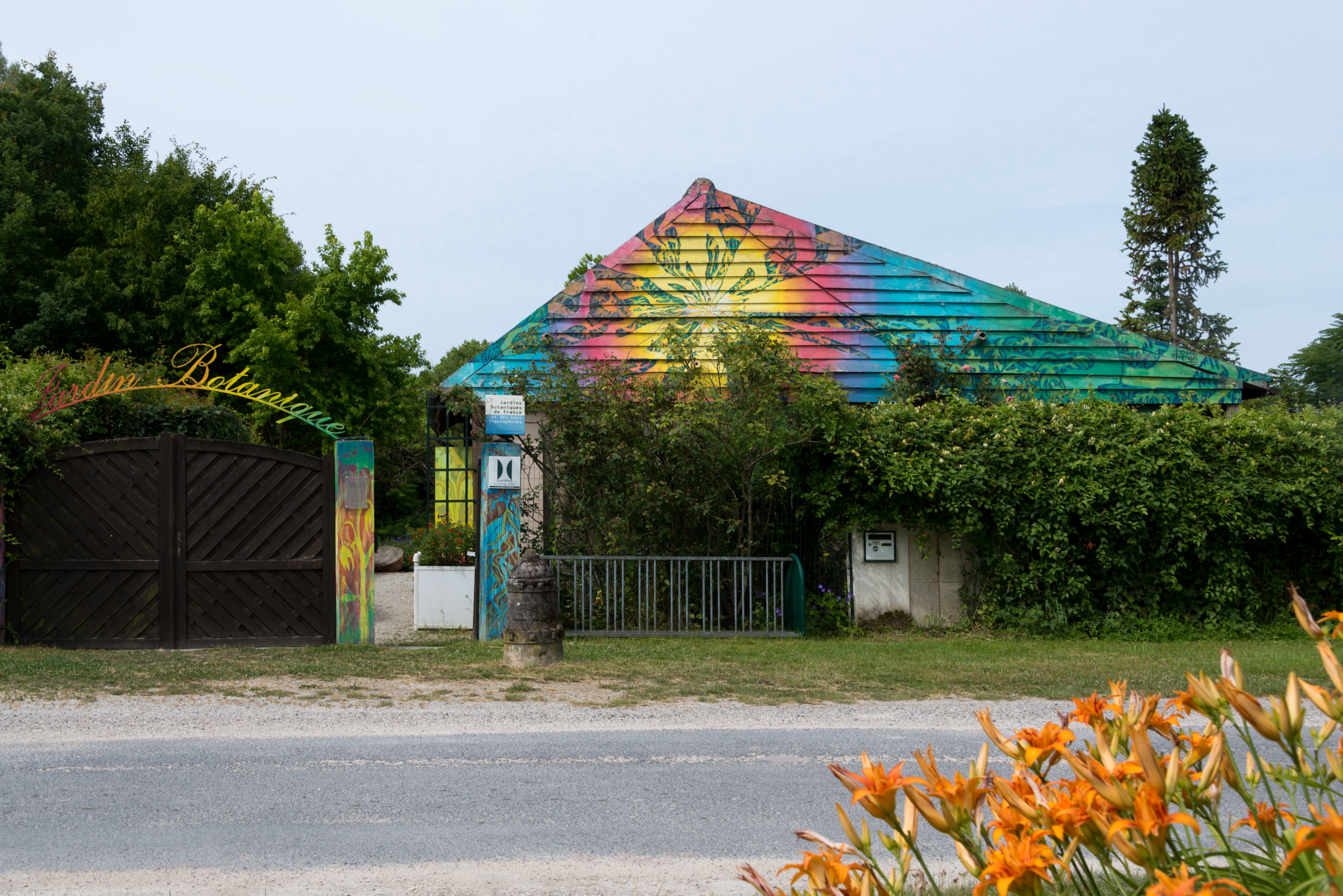
Entrée du jardin botanique de Marnay-sur-Seine.

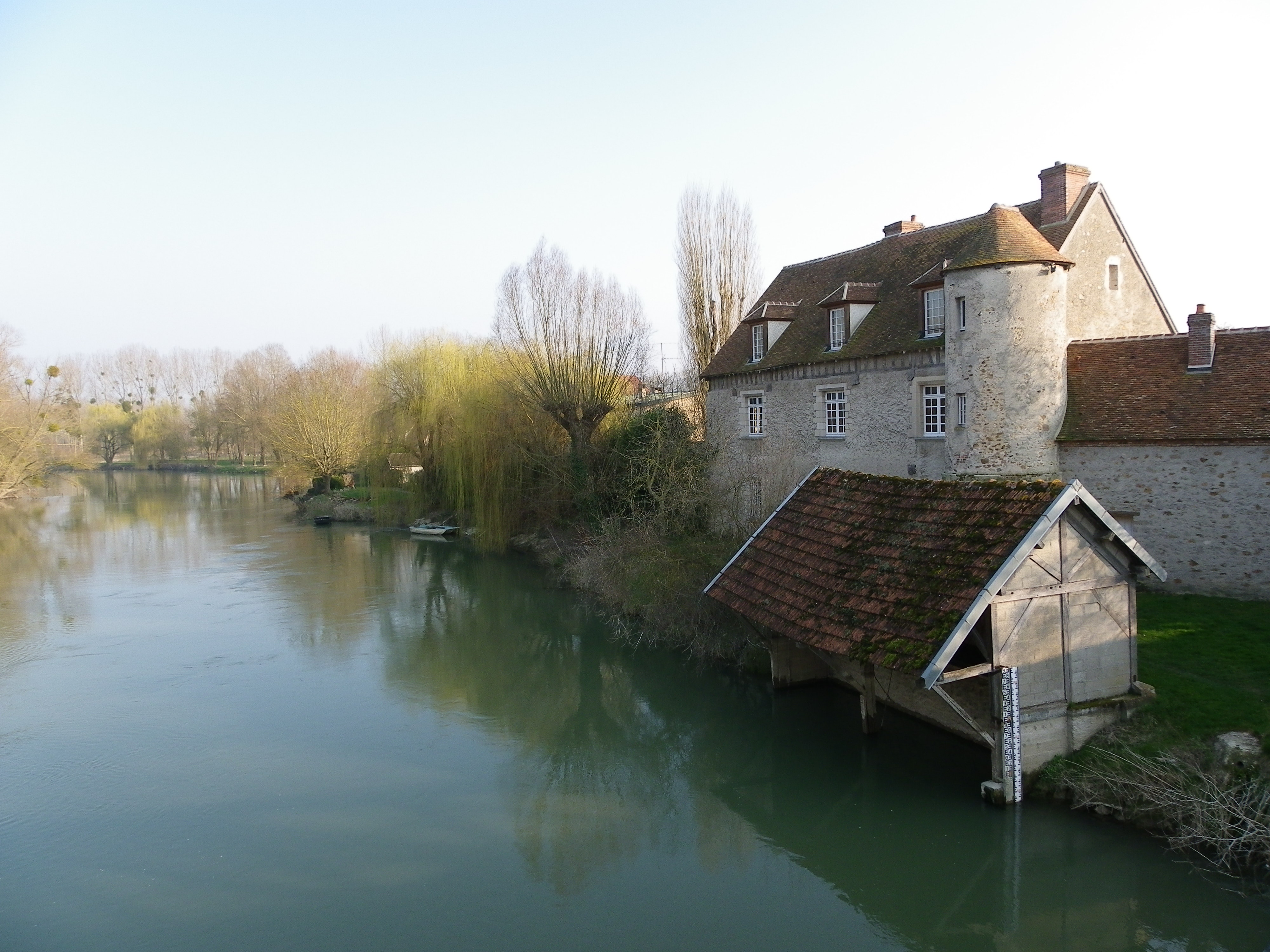
Derrière le lavoir, l'ancien prieuré de Marnay-sur-Seine.

### Lieux et monuments
- Le jardin botanique de Marnay-sur-Seine :

Premier jardin botanique de  Champagne Ardenne, le jardin présente environ 3 000 espèces végétales, disposées en parcours thématiques.
Un jardin systémique : le « chemin de l'évolution » retrace l'histoire des plantes au cours des âges, depuis les débuts de la vie sur Terre jusqu'aux adaptations des végétaux les plus évolués.
- L'église de l'Assomption, du XIIe siècle. Des fresques romanes (curieux bestiaire), assez dégradées, y ont été mises au jour.

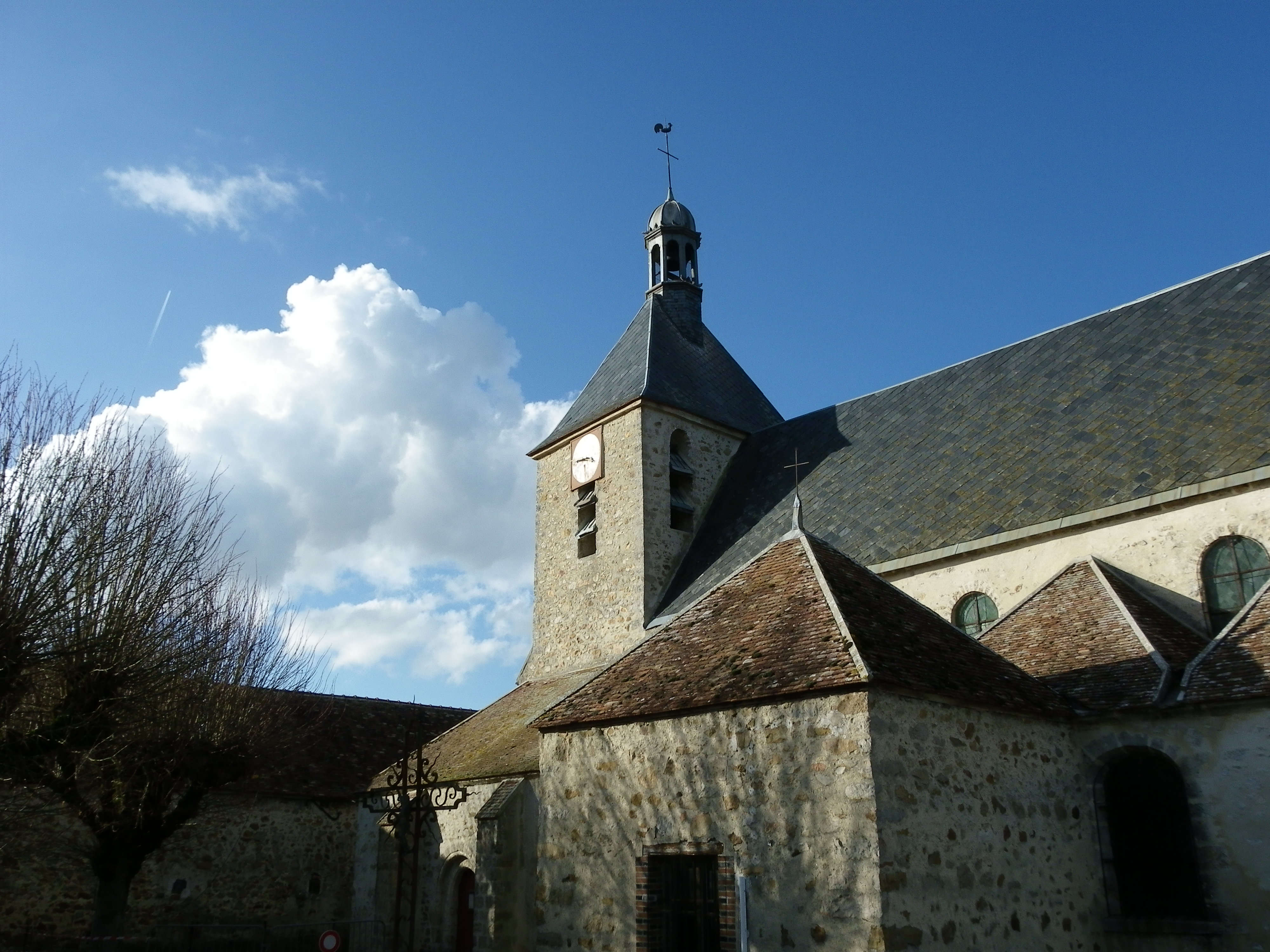
Église ND de l'Assomption de Marnay-sur-Seine.
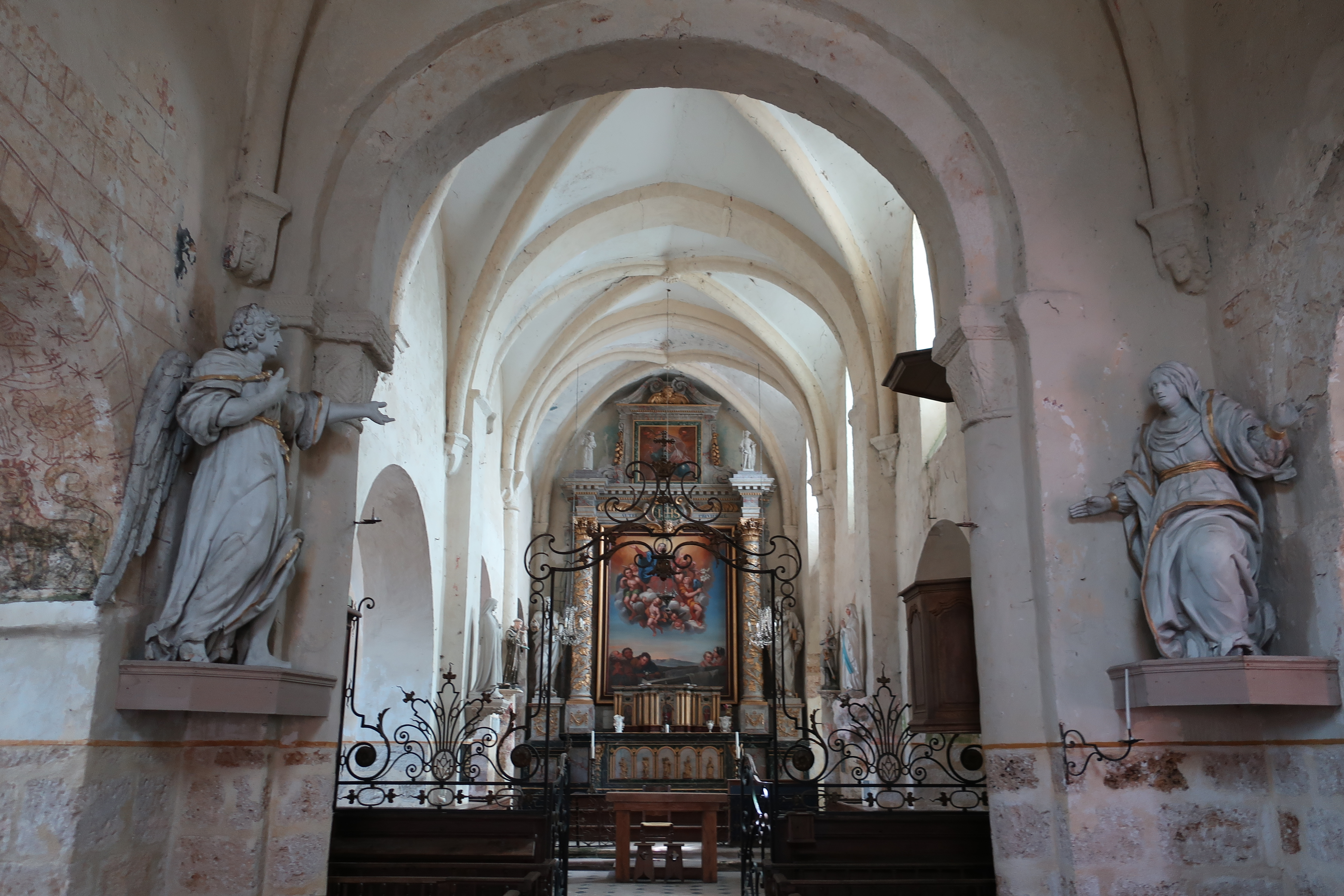
Église de Marnay-sur-Seine - intérieur.

- L'ancien prieuré de Marnay-sur-Seine, ancienne propriété de l’éditeur Henri Filipacchi.

Jusqu’en 2018, il hébergeait le Centre d’Art Marnay Art Center (Camac).
- Camac : Centre d'Art et de Culture, qui hébergeait des artistes étrangers pour de courts séjours (fermé en décembre 2018[26])[27].

### Personnalités liées à la commune
- Le peintre Claude Domec (1902-1983) est originaire de Marnay.
- Henri Filipacchi (1900-1961), éditeur français.
- Les hommes de radio et de média Frank Ténot et Daniel Filipacchi animèrent longtemps la commune.